# 2007년 시카고 영화 비평가 협회상
제20회 시카고 비평가 협회상은 2007년 12월 14일에 열린 시상식이다.

## 수상 및 후보

### 작품상
- 노인을 위한 나라는 없다 - 에단 코엔 외 1명 수상
- 인투 더 와일드 - 숀 펜
- 마이클 클레이튼 - 토니 길로이
- 원스 - 존 카니
- 데어 윌 비 블러드 - 폴 토마스 앤더슨

### 감독상
- 노인을 위한 나라는 없다 - 에단 코엔 외 1명 수상
- 데어 윌 비 블러드 - 폴 토마스 앤더슨
- 조디악 - 데이빗 핀처
- 마이클 클레이튼 - 토니 길로이
- 주노 - 제이슨 라이트맨

### 남우주연상
- 데어 윌 비 블러드 - 다니엘 데이 루이스 수상
- 내겐 너무 사랑스러운 그녀 - 라이언 고슬링
- 마이클 클레이튼 - 조지 클루니
- 스타팅 아웃 인 더 이브닝 - 프랭크 란젤라
- 이스턴 프라미스 - 비고 모텐슨

### 여우주연상
- 주노 - 엘리엇 페이지 수상
- 어웨이 프롬 허 - 줄리 크리스티
- 라 비 앙 로즈 - 마리옹 꼬띠아르
- 마이티 하트 - 안젤리나 졸리
- 세비지스 - 로라 리니

### 남우조연상
- 노인을 위한 나라는 없다 - 하비에르 바르뎀 수상
- 비겁한 로버트 포드의 제시 제임스 암살 - 케이시 애플렉
- 찰리 윌슨의 전쟁 - 필립 세이모어 호프만
- 인투 더 와일드 - 할 홀브룩
- 마이클 클레이튼 - 톰 윌킨슨

### 여우조연상
- 아임 낫 데어 - 케이트 블란쳇 수상
- 마고 앳 더 웨딩 - 제니퍼 제이슨 리
- 사고친 후에 - 레슬리 만
- 가라, 아이야, 가라 - 에이미 라이언
- 마이클 클레이튼 - 틸다 스윈튼

### 각본상
- 주노 - 디아블로 코디 수상
- 라따뚜이 - 브래드 버드
- 마이클 클레이튼 - 토니 길로이
- 세비지스 - 타마라 젠킨스
- Before The Devil Knows You’re Dead - Kelly Masterston

### 각색상
- 노인을 위한 나라는 없다 - 조엘 코엔 외1명 수상
- 데어 윌 비 블러드 - 폴 토마스 앤더슨
- 어톤먼트 - 크리스토퍼 햄튼
- 인투 더 와일드 - 숀 펜
- 조디악 - 제임스 밴더빌트

### 외국어영화상
- 4개월, 3주... 그리고 2일 - 크리스티안 문주 수상
- 블랙북 - 폴 버호벤
- 잠수종과 나비 - 줄리앙 슈나벨
- 라 비 앙 로즈 - 올리비에 다한
- 색, 계 - 이안
- 오퍼나지 - 비밀의 계단 - 후안 안토니오 바요나

### 다큐멘터리상
- 식코 - 마이클 무어 수상
- 다퍼 나우 - 테드 브라운
- 킹 오브 콩 - 세스 고든
- 레이크 오브 파이어 - 토니 케이
- 끝이 안보인다 - 찰스 퍼거슨

### 애니메이션상
- 라따뚜이 - 브래드 버드 수상
- 베오울프 - 로버트 저메키스
- 로빈슨 가족 - 스티븐 J. 앤더슨
- 페르세폴리스 - 뱅상 파로노드
- 심슨 가족, 더 무비 - 데이빗 실버맨

### 촬영상
- 비겁한 로버트 포드의 제시 제임스 암살 - 로저 디킨스 수상
- 어톤먼트 - 시머스 맥가비
- 잠수종과 나비 - 야누즈 카민스키
- 데어 윌 비 블러드 - 로버트 엘스윗
- 노인을 위한 나라는 없다 - 로저 디킨스

### 음악상
- 원스 - 글렌 핸사드 외 1명 수상
- 비겁한 로버트 포드의 제시 제임스 암살 - 워렌 엘리스 외 1명
- 어톤먼트 - 다리오 마리아넬리
- 색, 계 - 알렉상드르 데스플라
- 데어 윌 비 블러드 - Jonny Greenwood

### 유망감독상
- 가라, 아이야, 가라 - 벤 애플렉 수상
- 원스 - 글렌 핸사드
- 내겐 너무 사랑스러운 그녀 - 크레이그 질레스피
- 마이클 클레이튼 - 토니 길로이
- 어웨이 프롬 허 - 사라 폴리

### 유망연기상
- 주노 - 마이클 세라 수상
- 헤어스프레이 - 니키 브론스키
- 원스 - 글렌 핸사드
- 블랙북 - 캐리스 밴 허슨
- 색, 계 - 탕웨이